# Хафиз-и Таныш Бухари
Хафиз-и Таныш Бухари (1549-1590) — бухарский историк эпохи Шейбанида Абдуллахана II.

## Деятельность
Сведения о жизни и научной деятельности учёного ограничены. Он родился в 1549 году в Бухаре.
Отец Хафиз-и Таныш Бухари Мир Мухаммад был приближённым Шейбанида Убайдулла-хана. В 50-х годах XVI века уехал в Кашгар и умер там.
Хафиз-и Таныш Бухари, как и его отец – Мир Мухаммад, был близок ко двору правителя Шейбанидов, начиная с 1583 года до конца жизни являлся летописцем (вакианавис) Абдулла-хана II.
Во введении автор подробно описывает план своей будущей книги, говорит об официальном вступлении Абдулла-хана на престол, при посредничестве приближённого хана Кулбаба кукельдаша он был представлен ко двору. Он пишет: «Когда сему ничтожному исполнилось тридцать шесть лет от роду, блеснула мысль написать книгу, включающую историю некоторых событий, приключившихся при его величестве Абдулла-хане». Его сочинение «Шараф-наме-йи шахи» или (Абдулла-наме) - (“Книга шахской славы”) содержит богатый фактический материал о политической, культурной жизни Средней Азии XVI века, в частности о развитии литературы и науки. Хафиз-и Таныш Бухари под псевдонимом «Нахли» написал множество стихов и даже составил отдельный диван.
Хафиз-и Таныш Бухари умер в 1590 году.